# Jean Niel
Pour les articles homonymes, voir Niel.
Jean Niel, né le 26 décembre 1894 à Espalion (Aveyron) et mort le 24 janvier 1987 à Fréjus (Var), est un avocat et homme politique français.

## Biographie
Avocat inscrit au barreau de Rodez, il se présente pour la première fois à une élection lors d'un scrutin législatif partiel organisé après le décès d'un député conservateur en 1930. Se présentant comme un « républicain d'union nationale », il est élu triomphalement avec plus de 6 000 suffrages contre moins de 500 à son principal concurrent.
Réélu en 1932 et 1936, il appartient successivement aux groupes des Indépendants d'action économique, sociale et paysanne puis des Indépendants républicains, deux petits groupes composites situés à droite de l'échiquier parlementaire. Parlementaire très actif, il dépose de nombreuses propositions de loi, dont la plupart ont trait à des questions rurales ou agricoles. En 1938, il est élu secrétaire de la Chambre des députés.
Le 10 juillet 1940, il approuve la remise des pleins pouvoirs au maréchal Pétain. Il ne retrouve pas de mandat parlementaire après le conflit et décède de nombreuses années plus tard, dans sa quatre-vingt-treizième année. Il est conseiller général du canton d'Espalion de 1949 à 1952.

## Sources
- « Jean Niel », dans le Dictionnaire des parlementaires français (1889-1940), sous la direction de Jean Jolly, PUF, 1960 [détail de l’édition]